# Helsingborgsrevyn
Helsingborgsrevyn är en årlig revy som sedan 2011 spelas på Dunkers Kulturhus under våren. På grund av den pågående pandemin tvingas Helsingborgsrevyn
att skjuta fram premiären av den elfte revyuppsättningen, ”I elfte timmen” till februari 2023.

## Historik
Revypappan Carl Persson drev Hälsingborgsrevyn med stor framgång under åren 1936-62. De första åren spelades revyn endast i Helsingborg med undantag för små gästspel på närliggande orter. I mitten av 1940-talet blev Hälsingborgsrevyn en riksangelägenhet som spelades på turné runt hela Sverige med traditionsenlig premiär i Helsingborg på nyårsafton. Kända namn som Harry Persson, Git Gay, Sören Aspelin, Gus Dahlström, Eric Stolpe, Gunwer Bergqvist, Rolf Bengtsson, Mille Schmidt, Arve Opsahl med flera medverkade i revyerna. Inspirationen och mycket att materialet hämtades från revyscener i det närbelägna Danmark, till exempel det stående inslaget med en nakendansös.
På 1960-talet tog Fredy Jönsson och Hasse Jacobsson över revyn efter att Carl Persson avlidit 1966. Från 1975 delades ansvaret mellan Fredy Jönsson och Rune Nilsson, senare kom även Anders Aldgård att bli en drivande kraft i produktionen. Under denna tid återupptogs revyns turné, som legat nere en tid. Dock begränsade man sig nu till främst södra Sverige. År 1995 övertogs verksamheten av Nöjesteatern i Helsingborg, ledd av Anders Aldgård. Revyn upphörde i början av 2000-talet och den sista revyn, SpeX2000, sattes upp år 2000. Under den senare epoken medverkade gästartister som bland andra Lars Berghagen, Hasse Andersson, Monica Forsberg, Mona Seilitz, Ulf Brunnberg och Owe Thörnqvist.
År 2010 blåste Lennart Jensen liv i Helsingborgsrevyn igen och startade Helsingborgs Revyförening tillsammans med ett antal revyentusiaster. I mars 2011 spelade man sin första revy - Vårluft.se - på Dunkers Kulturhus i Helsingborg. Sammanlagt blev det 9 föreställningar. Den 9 mars 2012 var det premiär för revyn App to dejt - En revy i tiden, som spelades 13 gånger på Dunkers Kulturhus. 2013 års revy "Närkontakt för tredje gången", spelades i elva föreställningar, under fem veckor på Dunkers Kulturhus. Premiären av Garanterad Skrattehöjning - En valfri revy hade premiär den 28 februari 2014 på Dunkers Kulturhus. Uppsättningen 2015 hette Femte hjulet - En snurrig revy, och spelades den 6 mars till 2 april. 2016 års revy kallades ”Kapitel sex – en nummerrevy”. 2017 års revy hette "Sjunde himlen" . 2018 års revy hette ”Super 8:an” och spelades på Dunkers Kulturhus 17 februari tom den 10 mars. Helsingborgsrevyns nionde revy "Mitt i nian" spelades på Dunkers 15 februari - 9 mars 2019. 2020 firade Helsingborgsrevyn  10-årsjubileum med succéföreställningen "Guldtian".